# Championnat de Gambie de football 2001
Navigation
Édition 1995 Édition 2003-2004
La saison 2001 du Championnat de Gambie de football est la trente-troisième édition de la GFA League Division I, le championnat national de première division en Gambie. Les dix équipes engagées sont regroupées au sein d'une poule unique où elles affrontent deux fois leurs adversaires, à domicile et à l'extérieur. En fin de saison, les deux derniers du classement sont relégués et remplacés par les deux meilleurs clubs de deuxième division.
C'est le club du Wallidan FC qui remporte la compétition cette saison après avoir terminé en tête du classement, avec six points d'avance sur Steve Biko FC et onze sur le tenant du titre, le Real de Banjul. C'est le douzième titre de champion de Gambie de l'histoire du club, qui réussit même le doublé en s'imposant en finale de la Coupe de Gambie face à un club de deuxième division, Blackpool FC.

## Participants
- Wallidan FC
- Steve Biko FC
- Real de Banjul
- Starlight Banjul
- Hawks FC
- Gambia Ports Authority
- Gamtel FC - Promu de D2
- Bakau United FC
- Sait Matty FC
- Kaira Silo FC - Promu de D2

## Compétition

### Classement
Le classement est établi sur le barème de points suivant : victoire à 3 points, match nul à 1, défaite à 0.
| Rang | Équipe                 | Pts | J  | G  | N  | P  | Bp | Bc | Diff |
| ---- | ---------------------- | --- | -- | -- | -- | -- | -- | -- | ---- |
| 1    | Wallidan FCC           | 38  | 18 | 11 | 5  | 2  |    |    |      |
| 2    | Steve Biko FC          | 32  | 18 | 9  | 5  | 4  |    |    |      |
| 3    | Real de BanjulT        | 27  | 18 | 7  | 6  | 5  |    |    |      |
| 4    | Starlight Banjul       | 26  | 18 | 6  | 8  | 4  |    |    |      |
| 5    | Hawks FC               | 26  | 18 | 7  | 5  | 6  |    |    |      |
| 6    | Gambia Ports Authority | 25  | 18 | 6  | 7  | 5  |    |    |      |
| 7    | Gamtel FCP             | 21  | 18 | 6  | 3  | 9  |    |    |      |
| 8    | Bakau United FC        | 18  | 18 | 5  | 3  | 10 |    |    |      |
| 9    | Sait Matty FC          | 16  | 18 | 2  | 10 | 6  |    |    |      |
| 10   | Kaira Silo FCP         | 12  | 18 | 2  | 6  | 10 |    |    |      |

|  | Qualification pour la Ligue des champions de la CAF 2002                               |
|  | Relégation directe en deuxième division                                                |
|  | T : Tenant du titre C : Vainqueur de la Coupe de Gambie P : Promu de deuxième division |

## Bilan de la saison
| Championnat de Gambie de football 2001 |                         |
| Champion                               | Wallidan FC (12e titre) |
| Coupes et trophées                     |                         |
| Vainqueur de la Coupe de Gambie 2001   | Wallidan FC             |
| Qualifications continentales           |                         |
| Ligue des champions de la CAF 2002     | Wallidan FC             |
| Coupe des Coupes 2002                  | Aucun                   |
| Coupe de la CAF 2002                   | Aucun                   |
| Promotions et relégations              |                         |
| Promus en GFA League Division I        | Flamenins FC            |
| Promus en GFA League Division I        | Latdior FC              |
| Relégués en GFA League Division II     | Sait Matty FC           |
| Relégués en GFA League Division II     | Kaira Silo FC           |